# Smith Point Airport
Smith Point Airport är en flygplats i Australien. Den ligger i kommunen West Arnhem och territoriet Northern Territory, omkring 210 kilometer nordost om territoriets huvudstad Darwin. Smith Point Airport ligger 6 meter över havet.
Trakten är glest befolkad. Det finns inga samhällen i närheten. 
Savannklimat råder i trakten. Genomsnittlig årsnederbörd är 1 388 millimeter. Den regnigaste månaden är januari, med i genomsnitt 418 mm nederbörd, och den torraste är juli, med 3 mm nederbörd.